# Allein zu dir, Herr Jesu Christ
Allein zu dir, Herr Jesu Christ (BWV 33) is een religieuze cantate van Johann Sebastian Bach. Deze koraalcantate is geschreven voor de 13e zondag na Trinitatis en is voor het eerst uitgevoerd op 3 september 1724 in Leipzig. Bach baseerde de cantate op de gelijknamige hymne van Konrad Hubert uit 1540.

## Achtergrond
Bach componeerde deze cantate in 1724, in zijn tweede jaar als cantor van de Thomaskirche in Leipzig. De Bijbellezingen die bij de 13e zondag na Trinitatis horen zijn:  
- Galaten 3, 15-22
- Lucas 109, 23-37: de parabel van de Barmhartige Samaritaan.

Deze laatste lezing, Jezus' uitleg van het gebod Heb God lief, en uw naaste als uzelf, vormt losjes het thema van deze cantate. De cantate behoort tot Bachs tweede cantatejaargang.

## Tekst en melodie
Bach baseerde het werk op de hymne "Allein zu dir, Herr Jesu Christ" van Konrad Hubert. Dit lied had oorspronkelijk drie coupletten en is later uitgebreid met een vierde, algemene lofprijzing op de Heilige Drie-eenheid. Bach nam het eerste en vierde deel over als openings- en slotkoraal. Hij gebruikte daarbij een koraalmelodie van Paul Hofhaimer (1459-1537). Voor de vier binnendelen van de cantate werkte een onbekende tekstdichter (mogelijk Andreas Stübel) de twee resterende coupletten van de hymne om tot twee recitatief/aria-combinaties. De opbouw van de cantate ziet er dan als volgt uit:
1. Koraal: Allein zu dir, Herr Jesu Christ
2. Recitatief (bas): Mein Gott und Richter
3. Aria (alt): Wie furchtsam wankten meine Schritte
4. Recitatief (tenor): Mein Gott, verwirf mich nicht
5. Aria (tenor, bas): Gott, der du die Liebe heißt
6. Koraal: Ehr sei Gott in dem höchsten Thron

## Bezetting
De zang wordt uitgevoerd door drie solisten (alt, tenor en bas) en vierstemmig koor. Het orkest bestaat uit een hoorn, twee hobo's d'amore, twee violen, altviool en basso continuo.

## Toelichting
De eerste vier delen hebben het karakter van een boetelied waarin om vergeving van de zonden wordt gebeden. De tekst van de cantate is slechts zijdelings gerelateerd aan de Bijbellezing van de 13e zondag na Trinitatis. Alleen het vierde deel, Gib mir nur aus Barmherzigkeit - den wahren Christenglauben, en het vijfde deel, Daß ich als mich selbst den Nächsten liebe, verwijzen hiernaar. 
Het openingskoor is een koraalfantasie waarin de sopranen de melodie zingen. De overige stemmen zingen meestal homofoon, waarbij vocale koraalzinnen worden afgewisseld door instrumentale tussenzinnen, door het strijkorkest en twee hobo's. Bach gebruikte de koraalmelodie van Paul Hofhaimer uit 1512, maar werkte die om naar een opgewektere driekwartsmaat.
Hierna volgt een recitatief voor bas en basso continuo. Na het vertellende begin (iedere lettergreep op één noot), eindigt Bach met een arioso:  op een continuo-begeleiding wordt het woord erfreuen op een vreugdevolle manier neergezet.
In deel drie, een lange alt-aria, laat Bach de instrumenten op bijzondere wijze de tekst uitdrukken: de lage strijkers beelden de stappen uit van de zondaar die op zoek is naar vergeving, waarbij de soloviool zijn misstappen laat horen. Hierbij worden de snaren van de eerste violen gedempt door een sourdine en begeleiden de overige violen door de snaren te tokkelen. De aria heeft een da capo-structuur (A-B-A). In het middengedeelte gaat de melodie bij omlaag ter illustratie van de drukkende Sündenlasten en bij het het opbeurende Jesu Trostwort gaat die weer omhoog.
Deel vier is een recitatief voor tenor en basso continuo. Het begint met een uitroep Mein Gott en een psalmcitaat (51:13) Verwirf micht nicht. Bij het "halten" in Das kleinste ist mir schon zu halten viel zu schwer laat Bach het continuo aanhouden.
Deel vijf bezingt de liefde tussen God en de mens. Het is een dubbel duet: een duet van tenor en bas begeleid door het samenspel van twee hobo's. De melodieën van beide duo's zijn vergelijkbaar en lopen lieflijk in elkaar over. Met de "perfecte" driedelige maatsoort  drukt Bach de liefdesthematiek in de tekst uit.
In het slotkoraal gebruikt Bach weer de koraalmelodie van Paul Hofhaimer maar nu in de oorspronkelijke vierkwartsmaat. Door de vierstemmige toonzetting klinkt het echter een stuk minder streng dan het origineel.